# David Blaine
David Blaine (n. 4 aprilie 1973, New York City, New York, SUA) este un iluzionist și magician american, considerat un Houdini modern.
Printre performanțele notabile se numără izolarea de 44 de zile când a trăit fără mâncare în septembrie-octombrie 2003, în Londra și reținerea respirației pentru 17 minute și 4,5 secunde în anul 2008 (care a fost record mondial la acel moment).